# Helios (album)
Albums de The Fray
Scars and Stories
(2012)
Singles
1. Love Don't Die
Sortie : 15 octobre 2013
2. Hurricane
Sortie : 14 janvier 2014
3. Break Your Plans
Sortie : 9 mai 2014

Helios est le quatrième album studio du groupe américain de rock The Fray, publié le 25 février 2014 par Epic Records.
Love Don't Die est le premier single extrait de l'album, sorti le 15 octobre 2013.

## Liste des chansons
Toutes les chansons sont écrites et composées par Isaac Slade et Joseph King, sauf si annoté.
| No  | Titre               | Auteur                                  | Durée |
| --- | ------------------- | --------------------------------------- | ----- |
| 1.  | Hold My Hand        |                                         | 3:41  |
| 2.  | Love Don't Die      | Isaac Slade, Joseph King, Ryan Tedder   | 3:03  |
| 3.  | Give It Away        |                                         | 3:21  |
| 4.  | Closer to Me        |                                         | 2:47  |
| 5.  | Hurricane           |                                         | 3:48  |
| 6.  | Keep On Wanting     |                                         | 4:41  |
| 7.  | Our Last Days       |                                         | 3:39  |
| 8.  | Break Your Plans    |                                         | 3:47  |
| 9.  | Wherever This Goes  |                                         | 3:38  |
| 10. | Shadow and a Dancer |                                         | 4:48  |
| 11. | Same as You         | Isaac Slade, Joseph King, Sam Hollander | 5:06  |